# بخش جفرسون (شهرستان جکسون، اوهایو)
بخش جفرسون (به انگلیسی: Jefferson Township) یک منطقهٔ مسکونی در ایالات متحده آمریکا است که در شهرستان جکسون، اوهایو واقع شده‌است.
 بخش جفرسون ۹۵٫۶ کیلومتر مربع مساحت و ۳٬۵۹۷ نفر جمعیت دارد و ۲۵۵ متر بالاتر از سطح دریا واقع شده‌است.